# 諾斯伍德鎮區 (北達科他州大福克斯縣)
諾斯伍德鎮區（英語：Northwood Township）是位於美國北達科他州大福克斯縣的一個鎮區。

## 地方資料
諾斯伍德鎮區的面積為89.42平方千米，皆為陸地。根據2020年美國人口普查的數據，當地共有人口135人，而人口密度為每平方千米1.51人。